# Кріс Вайдмен
Кріс Ва́йдмен (англ. Chris Weidman; *17 червня 1984, Болдвін, Нью-Йорк, США) — американський спортсмен: борець, греплер, спеціаліст зі змішаних бойових мистецтв. Чемпіон світу зі змішаних бойових мистецтв у середній ваговій категорії за версією UFC (з 2013 року). Всеамериканський борець.

## Біографія
Кріс Вайдмен розпочав любительську спортивну кар'єру ще у шкільному віці. Виступаючи на регіональних змаганнях із вільної та греко-римської боротьби він здобув звання «всеамериканський борець». З віком, розширюючи технічний арсенал, Вайдмен перейшов до виступів з греплінгу та бразильського дзюдзюцу під керівництвом екс-чемпіона UFC та віце-чемпіона ADCC Метта Серри. У 2009 році Вайдмен випробував свої навички з боротьби на підкорення на чемпіонаті світу з греплінгу за версією ADCC, де вибув з боротьби на стадії чвертьфіналу у обох вагових категоріях (середній та вільній), програвши Андре Ґалвану та Вінісіусу Маґальяінсу.
У тому ж 2009 році Кріс Вайдмен розпочав професійну кар'єру у змішаних бойових мистецтвах. Він дебютував на змаганнях регіонального рівня під егідою організації «Ring of Combat», де здобув 4 перемоги, і був запрошений у UFC.
У 2011 році Вайдмен дебютував в UFC. Провівши 5 переможних двобоїв (був відзначений преміями «Нокаут вечора» та «Підкорення вечора») він отримав право змагатись за титул чемпіона світу, що з 2006 року належав Андерсону Сілві. На титульний бій, що відбувся 6 липня 2013 року, Вайдмен виходив у ролі аутсайдера, але в ході змагання він нокаутував чемпіона, перервавши його переможну серію з 17 боїв та 10 захистів титулу. За виконання нокауту був удостоєний премії «Нокаут вечора» (вдруге). У реванші, організованому наприкінці року, Вайдмен проводив бій значно агресивніше, відправивши екс-чемпіона у нокдаун ще у першому раунді; у другому ж раунді бій закінчився травмою Сілви, який зламав ногу, виконуючи лоу-кік.

## Статистика в змішаних бойових мистецтвах
| Результат | Противник         | Спосіб                                 | Раунд | Час  | Дата              | Місце              | Подія               | Примітки                                                                                  |
| --------- | ----------------- | -------------------------------------- | ----- | ---- | ----------------- | ------------------ | ------------------- | ----------------------------------------------------------------------------------------- |
| Перемога  | Андерсон Сілва    | Технічний нокаут (травма)              | 2     | 1:16 | 28 грудня 2013    | Лас-Вегас, США     | «UFC 168»           | Захистив титул чемпіона у середній ваговій категорії.                                     |
| Перемога  | Андерсон Сілва    | Нокаут (удари кулаками)                | 2     | 1:18 | 6 липня 2013      | Лас-Вегас, США     | «UFC 162»           | Виграв титул чемпіона у середній ваговій категорії. Нагороджений премією «Нокаут вечора». |
| Перемога  | Марк Муньйос      | Нокаут (удар ліктем і удари кулаками)  | 2     | 1:37 | 11 липня 2012     | Сан-Хосе, США      | «UFC on Fuel TV 4»  | Нагороджений премією «Нокаут вечора».                                                     |
| Перемога  | Деміан Мая        | Рішення суддів (одностайне)            | 3     | 5:00 | 8 січня 2012      | Чикаго, США        | «UFC on Fox 2»      |                                                                                           |
| Перемога  | Том Лоулор        | Технічне підкорення (задушення руками) | 1     | 2:07 | 19 листопада 2011 | Сан-Хосе, США      | «UFC 139»           |                                                                                           |
| Перемога  | Джессі Бонгфельдт | Підкорення (задушення руками)          | 1     | 4:54 | 11 червня 2011    | Ванкувер, Канада   | «UFC 131»           | Нагороджений премією «Підкорення вечора».                                                 |
| Перемога  | Алессіо Сакара    | Рішення суддів (одностайне)            | 3     | 5:00 | 3 березня 2011    | Луїсвілл, США      | «UFC on Versus 3»   |                                                                                           |
| Перемога  | Валдір Араужу     | Рішення суддів (одностайне)            | 3     | 5:00 | 3 грудня 2010     | Атлантик-Сіті, США | «Ring of Combat 33» |                                                                                           |
| Перемога  | Юрая Холл         | Технічний нокаут (удари кулаками)      | 1     | 3:06 | 24 вересня 2010   | Атлантик-Сіті, США | «Ring of Combat 31» |                                                                                           |
| Перемога  | Майк Стюарт       | Технічний нокаут (удари кулаками)      | 1     | 2:38 | 17 квітня 2009    | Атлантик-Сіті, США | «Ring of Combat 24» |                                                                                           |
| Перемога  | Рейбем Лопес      | Підкорення (больовий прийом на руку)   | 1     | 1:35 | 20 лютого 2009    | Атлантик-Сіті, США | «Ring of Combat 23» |                                                                                           |